# Gerhard Kelling
Gerhard Kelling (* 14. Januar 1942 in Bad Polzin, Provinz Pommern) ist ein deutscher Schriftsteller.
Gerhard Kelling absolvierte eine Schauspielschule und war anschließend als Regieassistent, Dramaturg und Bühnenregisseur tätig. Daneben verfasste er zahlreiche Theaterstücke und Hörspiele und übersetzte Werke für die Bühne, vorwiegend aus dem Englischen. Kelling lebt heute in Hamburg.
Besondere Aufmerksamkeit erregte Kelling 1999 mit  seinem Prosadebüt, dem Roman Beckersons Buch und dem folgenden Band Jahreswechsel. Der Autor erhielt 1993 ein Stipendium des
Künstlerhauses Schloss Wiepersdorf sowie 2000 den Rauriser Literaturpreis. 

## Werke
- Arbeitgeber, Frankfurt am Main 1969
- Die Auseinandersetzung, Frankfurt am Main 1970
- Die Massen von Hsunhi, Frankfurt am Main 1971
- Der Bär geht auf den Försterball, Frankfurt am Main 1972
- Claußwitz, Frankfurt am Main 1973
- Die Zurechnungsfähigkeit des Mörders Johann Christian Woyzeck, Frankfurt am Main 1974
- Gyges und Kandaulis, Frankfurt am Main 1977
- Scheiden tut weh, Frankfurt am Main 1978
- Heinrich, Frankfurt am Main 1979
- Brandung[1], Hörspiel, 1982, produziert von RIAS,  mit Bruno Ganz (Er) und Angela Winkler (Sie)
- Das Märchen von dem Dilldapp, Frankfurt am Main 1984
- Ringolf der weiße Ritter, Frankfurt am Main 1989
- Agnes und Carl, München 1992
- Krahlstag, München 1992
- Unter der Autobahn, München 1992
- Dongo Ende am See, München 1994
- Ödemfuß Ödipus, München 1995
- Beckersons Buch, Frankfurt am Main 1999
- Jahreswechsel, Frankfurt am Main 2004

## Übersetzungen
- Aeschylus: Agamemnon, Frankfurt am Main 1974
- John M. Synge: Der Vatermörderheld, Frankfurt/Main 1978
- Aeschylus: Die Perser, Frankfurt am Main 1993
- Sherwood Anderson: Für Eleanor, Hamburg [u. a.] 1994
- Norberto Ávila: Die Insel des Königs Schlaf, Frankfurt am Main 1982
- Stanley Houghton: Ehrensache oder Lustpartie in Lancashire, Bremen 1980
- Henrik Ibsen: Die Frau vom Meer, Frankfurt am Main 1976 (übersetzt zusammen mit Michael Bartsch)
- Jean Racine: Phaidra, München 1993
- John M. Synge: Deirdre, Frankfurt am Main 1980